# Ficus palmata
Ficus palmata är en mullbärsväxtart. Ficus palmata ingår i släktet fikonsläktet, och familjen mullbärsväxter.

## Underarter
Arten delas in i följande underarter:
- F. p. palmata
- F. p. virgata

## Bildgalleri

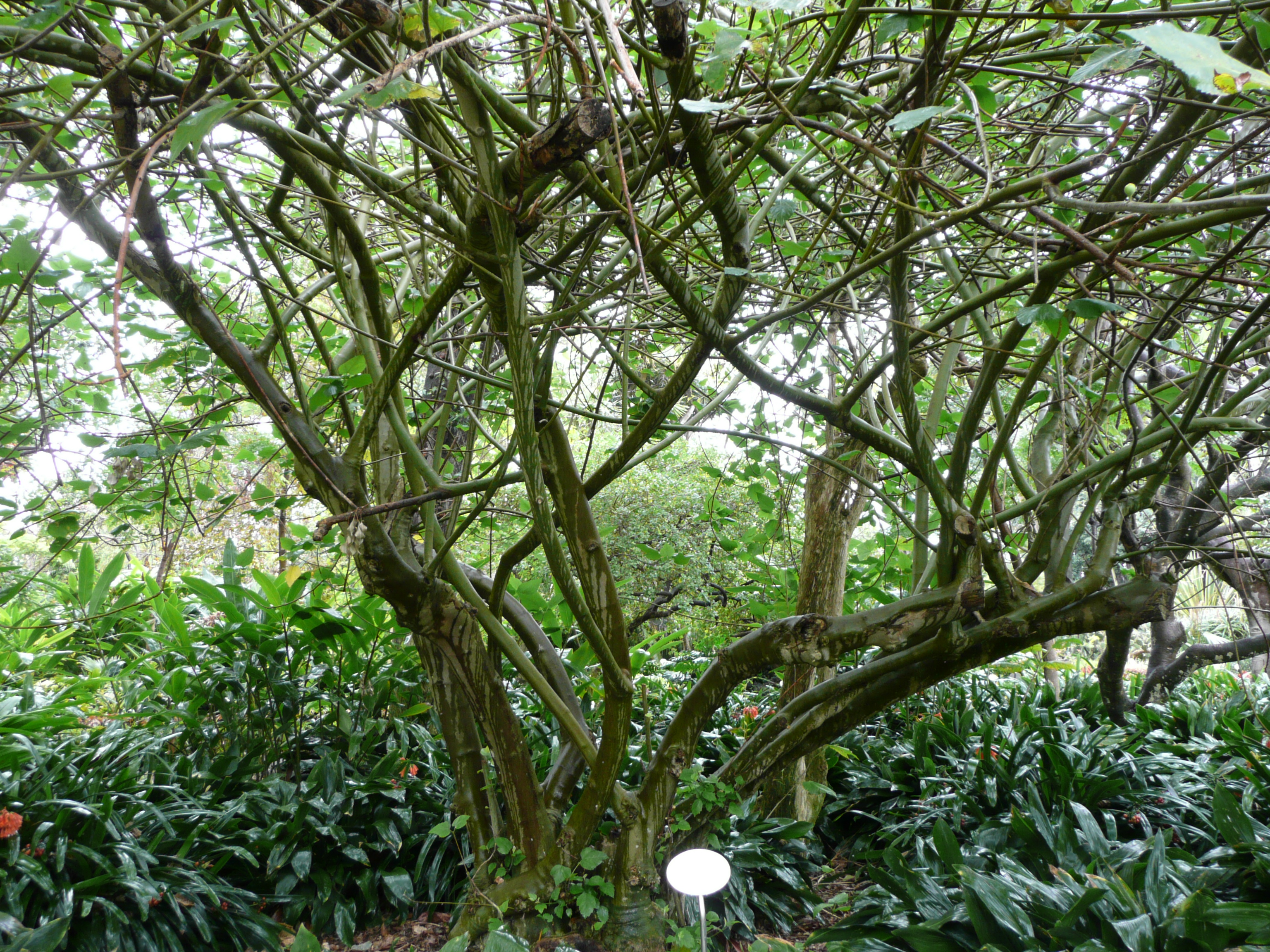
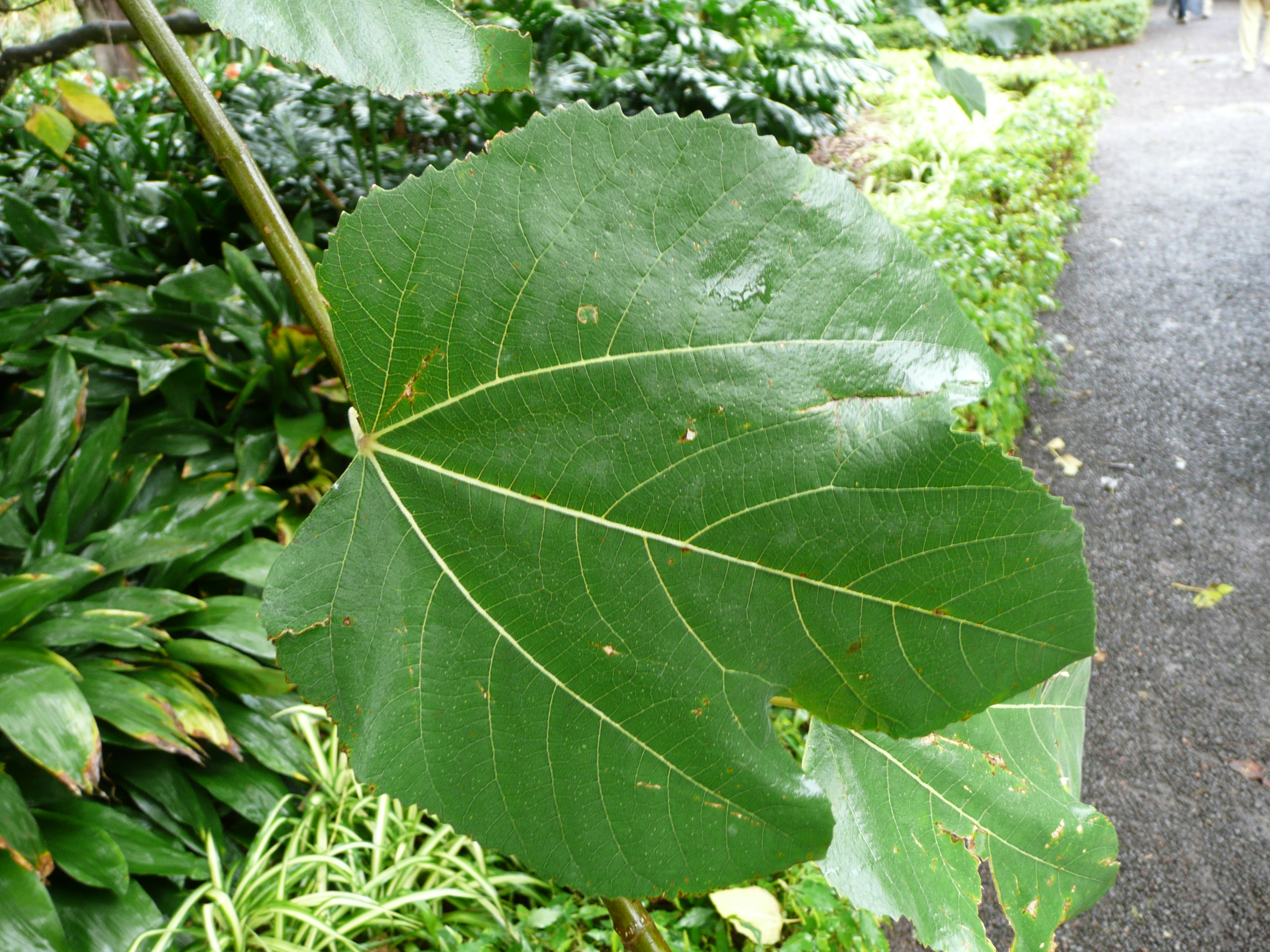